# Paul-Heinz Wellmann
Paul-Heinz Wellmann, född den 31 mars 1952 i Haiger, Hessen, är en västtysk friidrottare inom medeldistanslöpning.
Han tog OS-brons på 1 500 meter vid friidrottstävlingarna 1976 i Montréal.